# Liste der preußischen Gesandten in den Niederlanden
Liste der preußischen Gesandten in den Niederlanden. 

## Gesandte
1648: Aufnahme diplomatischer Beziehungen
...
- 1651–1661: Daniel Weimann (1621–1661)
- 1672–1675: Gerhard Bernhard von Pölnitz (1617–1679)
- 1746: Christoph Heinrich von Ammon (1713–1783)
- 1814–1816: Karl Christian von Brockhausen (1767–1829)
- 1817–1823: Franz Ludwig von Hatzfeldt (1756–1827)
- 1823–1824: Peter Heinrich August von Salviati (1786–1856)
- 1825–1827: Friedrich Heinrich Leopold von Schladen (1772–1845)
- 1827–1828: Ludwig von Waldburg-Truchseß (1793–1859)
- 1829–1830: August Ludwig Schoultz von Ascheraden (1793–1859)
- 1830–1834: Mortimer von Maltzahn (1793–1843)
- 1835–1842: Hermann Friedrich von Wylich und Lottum (1796–1847)
- 1842–1861: Hans von Königsmarck (1799–1876)
- 1862–1863: Alphonse von Oriola (1812–1863)
- 1863–1874: Wilhelm von Perponcher-Sedlnitzky (1819–1893)

ab 1867: Gesandter des Norddeutschen Bunds, ab 1871: Gesandter des Deutschen Reichs